# Ron Muir
Ron Muir – amerykański zapaśnik w stylu klasycznym. Srebrny medalista mistrzostw panamerykańskich z 2004. W młodości w Anne Arundel Community College i Glen Burnie High School. Od 2007 roku zawodnik MMA. W zawodowych walkach 4 wygrane i 7 porażek.